# Artère arquée du pied
L'artère arquée du pied (ou artère transverse externe du métatarse ou arcade dorsale du tarse ou artère dorsale du métatarse) est une artère inconstante du membre inférieur située dans le pied.

## Origine
L'artère arquée du pied est une branche collatérale de l’artère dorsale du pied qui nait au niveau des articulations tarso-métatarsiennes des cunéiformes.

## Trajet
L'artère arquée du pied passe latéralement au-dessus de la base des quatre os métatarsiens et sous le tendon du muscle court extenseur des orteils.
Elle se termine en s'anastomosant avec l'artère tarsienne latérale. 

## Branches collatérales
L'artère arquée du pied donne des rameaux postérieurs vascularisant les os et les articulations du tarse, ainsi que le muscle court extenseur des orteils.
Elle donne des rameaux antérieurs passant dans les deuxième, troisième et quatrième espaces interosseux situés entre les deuxième, troisième, quatrième et cinquième os métatarsiens : les artères métatarsiennes dorsales. Ces rameaux donnent les artères digitales dorsales du pied.
Elle donne également des rameaux perforants qui s'anastomosent avec l'arcade plantaire.